# Nicolas Maréchal
Nicolas Maréchal (Sainte-Catherine, 4 marzo 1987) è un pallavolista francese di ruolo schiacciatore.

## Carriera
La carriera di Nicolas Maréchal inizia nel 1999 nelle giovanili del Harnes, dove resta per quattordici anni: in questo periodo fa anche parte delle nazionali giovanili francesi, vincendo la medaglia d'argento al campionato europeo under 19 2005 ed al campionato europeo under 20 2006.
Esordisce nella massima divisione francese nella stagione 2006-07 con il Tourcoing, dove resta per tre annate, prima di passare, nella stagione 2009-10, allo Stade Poitevin, con cui, in tre annate di permanenza, vince il campionato 2010-11.
Dopo una stagione al Cannes, nella stagione 2013-14 lascia la Francia per accasarsi alla squadra polacca dello Jastrzębski Węgiel, in Polska Liga Siatkówki, divisione dove resta anche per l'annata successiva vestendo la maglia dello Skra Bełchatów, dove resta per due stagioni, conquistando la Supercoppa polacca 2014 e la Coppa di Polonia 2015-16; nel 2015 con la nazionale vince la medaglia d'oro alla World League e al campionato europeo, mentre nel 2016 quella di bronzo alla World League.
Nella stagione 2016-17 si trasferisce all'İstanbul BB, nella Efeler Ligi turca, mentre nella stagione seguente approda in Italia, ingaggiato dalla Porto Robur Costa, in Superlega, con cui vince la Challenge Cup 2017-18.
Per il campionato 2018-19 difende i colori dell'Enisej, militante nella Superliga russa, per poi ritornare nella Polska Liga Siatkówki per l'annata 2019-20, all'Asseco Resovia. Nella stagione 2020-21 firma per il Friedrichshafen, nella 1. Bundesliga tedesca, a cui segue un'annata all'Ural, in Superliga; per il campionato 2022-23 torna in Francia, al Tours, in Ligue A: tuttavia poco dopo l'inizio delle competizioni si trasferisce al Modena, in Superlega, dove conclude l'annata, vincendo la Coppa CEV.
Nella stagione 2023-24 è in Romania al Rapid Bucarest, con cui si aggiudica la Coppa di Romania.

## Palmarès

### Club
- Campionato francese: 1

2010-11
- Coppa di Polonia: 1

2015-16
- Coppa di Romania: 1

2023-24
- Supercoppa polacca: 1

2014
- Coppa CEV: 1

2022-23
- Challenge Cup: 1

2017-18

### Nazionale (competizioni minori)
- Campionato europeo under 19 2005
- Campionato europeo under 20 2006
- Memorial Hubert Wagner 2015